# Аксёнов, Вячеслав Иванович
Вячеслав Иванович Аксёнов (род. 4 января 1950 года, село Пушлей Кулебакского района Горьковской области) — руководитель бригады строителей БАМа, Герой Социалистического Труда, народный депутат СССР.

## Биография
Родился в селе Пушлей Кулебакского района Горьковской области в семье учителей.
В 1966 году окончил среднюю школу в городе Кулебаки. Затем окончил радиотехникум, отслужил в армии, работал на радиозаводе в Муроме.
В мае 1974-го по комсомольской путевке прибыл на строительство БАМа. Работу начинал в бригаде Героя Социалистического Труда В. И. Лакомова. Работал бригадиром лесорубов, монтером пути, руководил комплексной бригадой строителей. Командир отряда им. XVIII съезда ВЛКСМ, основавшего и построившего посёлок Кичера.
Избирался делегатом съездов комсомола и КПСС, был членом ЦК ВЛКСМ, членом Верховного Совета СССР.
Лауреат премии Ленинского комсомола, Почетный транспортный строитель, Почетный гражданин Северо-Байкальского района.
В 1984 году присвоено звание Героя Социалистического Труда с вручением ордена Ленина.
С 1989 года по 1991 год народный депутат СССР от Баргузинского национально-территориального избирательного округа № 518 Бурятской АССР.
С 1993 года живёт в Красноярске, до ухода на пенсию работал бригадиром на строительстве жилья.

## Общественная деятельность
Выдвинут в кандидаты Госдумы РФ 7 созыва от Патриотов России по региональной группе Красноярск 5 номером